# El pulpo negro
El pulpo negro es una miniserie de suspenso protagonizada por Narciso Ibáñez Menta en el papel de un supuesto escritor de novelas policiales, que se emitió desde el 2 de mayo hasta el 25 de julio de 1985 por Canal 9 Libertad, y casi simultáneamente en el resto del país.

## Sinopsis
Héctor de Rodas, un supuesto escritor de novelas policiales, averigua los antecedentes criminales de cuatro personas aparentemente respetables: los señores Guevara (Héctor Biuchet), Méndez (Osvaldo Brandi), Velázquez (Ariel Keller) y Duarte (Juan Carlos Puppo) y junto a su secretaria Marta (Beatriz Día Quiroga) los contrata para matar a cuatro personas elegidas al azar, dejando en el lugar como única pista un pulpito negro de goma. Con ese material el señor de Rodas piensa escribir el libro Teoría y práctica del crimen perfecto basado en la premisa de que nada liga a las víctimas con sus ejecutores. Esto es sólo el preámbulo de una serie de asesinatos interminable orquestada por el Pulpo Negro. La investigación de los crímenes está a cargo del jefe de policía Alejandro Mendoza (Oscar Ferrigno) y del detective privado Marcos de la Hoz (Juan Carlos Galván).

## Protagonistas
Ibáñez Menta actuó con un elenco de figuras que lo habían secundado en sus grandes éxitos:
- Beatriz Día Quiroga (El fantasma de la ópera, El muñeco maldito y algunos unitarios para Obras maestras del terror y Alta comedia;
- Oscar Ferrigno (el siniestro coronel Larsen en El hombre que volvió de la muerte).
- Juan Carlos Galván (que lo acompañara en ¡Sátiro! y en la versión española de ¿Es usted el asesino?).
- Alfredo Iglesias (El hombre que volvió de la muerte, Kuma-Ching en cine y Los huevos del avestruz en teatro).

Había además importantes actores que seguramente accedieron a trabajar en el ciclo como homenaje a Ibáñez Menta:
- Susana Monetti
- Juan Carlos Puppo - Duarte
- Patricia Castell
- Villanueva Cosse - Martín Galvez
- Luisa D'Amico
- Zelmar Gueñol
- Mabel Landó
- Wagner Mautone
- Horacio O'Connor
- Nelly Panizza
- Héctor Pellegrini - Jaime
- Néstor Hugo Rivas
- Humberto Serrano
- Walter Soubrié
- Luis Tasca - Domingo Ares
- Tony Vilas - Armando
- Stella Maris Medrano - Laura
- Erika Wallner
- Hugo Caprera
- Mónica Grey
- Eduardo Blanco

así como figuras que actuaban en programas del mismo canal como
- Marcelo Alfaro
- Emilio Comte
- María Danelli
- Cristina Lemercier (en un llamativo contrapunto con su reciente rol de Jacinta Pichimahuida)
- Alejandro Marcial
- Silvia Merlino

## Episodios
| Nro | Emisión    | Sinopsis |
| --- | ---------- | --- |
| 1   | 1985-05-02 | Un hemipléjico que se hace llamar Héctor De Rodas (Narciso) cita en su mansión a cuatro hampones a quienes encomienda la misión de cumplir cuatro crímenes. El Sr. Guevara (Héctor Biuchet) asesina de una cuchillada a un contador fraudulento (Wagner Mautone) y el Sr. Duarte (Juan Carlos Puppo) estrangula a la dueña de un burdel de lujo (Erica Wallner). El inspector Mendoza (Oscar Ferrigno) investiga la presencia de unos pulpitos negros encima de cada víctima. |
| 2   | 1985-05-09 | El periodista Gálvez (Villanueva Cosse) investiga por su cuenta los casos del pulpo negro para ofrecer una primicia a su director de redacción. En tanto el Sr. Velázquez (Osvaldo Brandi) roba un ataúd y le da un susto de muerte al Sr. Ferrante (Alfredo Iglesias). |
| 3   | 1985-05-16 | El Sr. Velázquez (Ariel Keller) despacha al editor de la revista "Exclusiva", que llevaba adelante una investigación sobre los crímenes del Pulpo Negro. Dos adolescentes aburridas (Debbie Feld y Stella Maris Medrano) hacen bromas telefónicas hasta que se comunican al azar con De Rodas diciéndole que "saben que él es el Pulpo Negro". En tanto Marta coacciona a Armando (Tony Vilas) a que le robe arsénico de la farmacia. |
| 4   | 1985-05-23 | De Rodas convoca a sus cuatro asesinos y les propone un nuevo "negocio". En tanto Gálvez sorprende y mata a su amante, Mara Salerno (Cristina Lemercier), dejándole un pulpito para hacer pasar el crimen como obra del Pulpo Negro. |
| 5   | 1985-05-30 | A través de una fotografía, una vidente (Susana Monetti) consigue presenciar el primer asesinato. El detective privado De La Hoz (Juan Carlos Galván) es invitado al programa radial "Diálogo Directo", donde es entrevistado en torno a los misteriosos crímenes. De Rodas no puede contenerse y llama al programa afirmando ser "el Pulpo Negro". En tanto el Sr. Páramo (Héctor Pellegrini), gerente de publicidad de una empresa de juguetes, cena con De Rodas, cuyo nombre real es Arturo Leblanc, en el hotel "Los Álamos" y le revela haber estado mandando anónimos para promover sus ventas de pulpitos. Esto hace que termine asesinado de un balazo por Leblanc. |
| 6   | 1985-06-06 | De la Hoz pone 100 mil dólares a Gálvez para que revele la identidad del Pulpo Negro. La policía descubre que la muerte de Páramo no fue suicidio. Guevara liquida a la actriz Libertad Estéfano (Silvia Merlino) con un ingenioso revólver que dispara desde una caja fuerte. En tanto la policía difunde su identikit como asesino de Mara Salerno, Gálvez se introduce en la residencia de Leblanc y lo amenaza a mano armada. |
| 7   | 1985-06-13 | Gálvez exige medio millón de dólares como chantaje para guardar silencio sobre lo que sabe del Pulpo Negro. Con un poderoso veneno (curare) introducido en una brocha de afeitar, Méndez liquida al Sr. Manero (Enrique Liporace). Guevara se hace pasar por practicante y atenta contra el Sr. Del Río pero fracasa, así que solicita a De Rodas una nueva oportunidad. El crítico de espectáculos Sr. Gadé escucha la voz del Pulpo Negro grabada del programa de radio y la identifica con la de Arturo Leblanc, un mediocre actor y director teatral, supuestamente fallecido.                                                                                           |
| 8   | 1985-06-20 | Mendoza asiste con autoridades judiciales a la exhumación de los restos de Arturo Leblanc. Marta, disfrazada de enfermera, ingresa en la habitación del Sr. Del Río y planta una bomba en el teléfono. Cuando Guevara intenta matar a Del Río, éste lo está esperando y lo ultima de un balazo, tras lo cual, la bomba estalla y provoca la muerte de Del Río. En tanto, Velázquez ingresa en el cuarto de la Sra. Bertoni y la asesina en la ducha. |
| 9   | 1985-06-27 | Gadé regresa al cementerio en busca del supuesto cadáver de Leblanc y es sorprendido y asesinado por Leblanc. Al regresar a su casa, obliga a Marta a citar a Armando para la noche y a asesinarlo. A la noche llega Armando y es Leblanc quien lo apuñala por la espalda. Más tarde llegan los tres asesinos, Méndez, Velázquez y Duarte, tentados por una recompensa extra de 50 mil dólares. Marta los engaña para que traten de envenenar a De Rodas y retirar el dinero que está oculto en la casa. |
| 10  | 1985-07-04 | Una vez que quitan el cadáver de Héctor De Rodas, los tres asesinos deciden pasar la noche en la casa y buscar el dinero oculto. Al amanecer, descubren el cadáver del Sr. Guevara, muerto en su cama. Durante todo el día, Méndez, Velázquez y Marta buscan infructuosamente la fortuna. Como ellos desconfían, Marta narra la historia de las estafas de "Claudio Leonardi" con las 8 víctimas del Pulpo Negro. |
| 11  | 1985-07-11 | Por la mañana Marta prepara el desayuno para Méndez y Velázquez. En flashback se nos explica como el Sr. De Rodas montó la gran estafa con la que se aseguró de los ahorros de todas las víctimas del Pulpo Negro. Mientras las jóvenes Estela y Laura planean ir a De la Hoz con una nueva pista, Velázquez muere de un ataque y Marta y Méndez revisan la casa en busca del supuesto botín. |
| 12  | 1985-07-18 | Marta y Méndez son acechados por risas y apariciones del fantasma de Héctor De Rodas, hasta que Méndez cae por la escalera y se rompe el espinazo. De Rodas reaparece y termina de disponer del último de los asesinos. |
| 13  | 1985-07-25 | Mendoza y las fuerzas de la Ley dan con el paradero de El Pulpo Negro. Marta, junto a su amante, tienden una trampa letal con la que pretenderá salirse con la suya. |

## Detrás de cámara
- Autor: Luis Murillo
- Vestuario: Enrique de Alzaga
- Sonido: Ubaldo Burraco
- Escenografía: Mario Ferro
- Iluminación: Juan Carlos Suárez
- Producción: Alberto Marchi
- Asistente de dirección: Carlos Koller / Ana María Gómez Baltazar
- Producción y dirección integral: Martha Reguera

## Recepción
La última actuación de Narciso Ibáñez Menta en la televisión argentina había sido la serie de unitarios titulada Mañana puedo morir,
emitidos por Canal 13 y un especial para El Mundo del Espectáculo: Hay que matar a Drácula, que habían resultado fallidos. Pese a ello, el anuncio de la emisión de una serie nacional protagonizada por Ibáñez Menta, generó una gran expectativa, alimentada por programas anteriores del mismo actor como El hombre que volvió de la muerte, Un pacto con los brujos y ¡Sátiro!, así como la serie Viaje a lo inesperado en la que ejercía el cargo de presentador.
El crítico Luis Mazas, del diario Clarín, recomendó al público que siguiera la serie sobre la base del talento de Ibáñez Menta, unido a las capacidades de la directora Martha Reguera y el enorme prestigio de Oscar Ferrigno (su compañero de El hombre que volvió de la muerte) en su primer y último trabajo para la televisión al retorno de su exilio. El índice de audiencia fue favorable y la repercusión del programa generó la creación de pulpitos de juguete, lanzados al mercado en julio para las vacaciones de invierno.

Dentro de los episodios más recordados, rescato los primeros y algunas escenas realmente muy bien logradas: los asesinatos del Sr. Ferrante (Alfredo Iglesias), donde la aparición de un ataúd en el living del personaje me recordó una de las escenas más siniestras de El hombre que volvió de la muerte; del crítico Gadé (Walter Soubrié) en el cementerio y cuando uno de los asesinos, interpretado por Osvaldo Brandi, es enterrado vivo por Narciso.
Darío Billani (crítico de arte), en una entrevista.

Pero lo demás del Narciso-Style permanece inalterable, al mejor estilo de los recordados programas de comienzos de los sesenta: los serviciales seguimientos de cámara de Martha Reguera, los refinados sones de órgano, sus casonas, sus pasadizos secretos, sus ponzoñas refinadas, sus teorías macabras, todo envuelve a este nuevo y puro Narciso en las prestigiosas aguas del grand-guignol desatado, del folletín por entregas en estado puro. un mundo de acelerada aventura donde lo fantástico se atreve a decir su nombre. Para la televisión argentina, todo esto, no es un mero cambio, son exactamente sus antípodas, la tierra vista desde la luna. Un camino a recorrer aunque sea de rodillas.
Ángel Faretta (crítico de cine) en la revista Somos

En 2018 se anunció durante el Festival de Cannes que se filmaría una serie y película basada en El pulpo negro.